# 林晨富
林晨富，中華民國外交官、政府官員。國立政治大學外交研究所碩士畢業，曾任外交部公眾外交協調會副參事、外交部國際傳播司副司長、駐歐盟兼駐比利時代表處議會組長、駐韓國臺北代表部釜山辦事處總領事銜處長等職務，現任立法院國際事務處長。

## 職業生涯
2016年3月，由於「南海國際仲裁」結果將在5月宣布，為宣傳中華民國在南海的太平島「是島不是礁」，外交部帶領國內外媒體前往島上實地勘查，外交部政務次長令狐榮達、外交部國際傳播司副司長林晨富、總統府發言人陳以信隨行。
2016年7月，中華民國海軍的金江號巡邏艦誤射1枚雄風三型反艦飛彈，引起兩岸關注。中國國民黨立法院黨團召開記者會邀請相關部會官員到場，分別由外交部國際傳播司副司長林晨富、大陸委員會企劃處副處長楊千惠出席，但出席官員層級太低，引起立法委員不滿。出席的林晨富表示，尊重國防部的處理，國際傳播司已啟動國際輿情的蒐報機制。
2022年6月，駐釜山辦事處長林晨富前往設址於釜山海雲臺區的「APEC氣候中心（APCC）」拜會新任院長申道湜（Do-Shick Shin），就防災交流、深化氣象合作、擴大台韓大專院校大氣相關科系與APCC等專業機構交流議題交換意見。
駐釜山辦事處長林晨富多次投書當地媒體或接受訪問，對於臺韓在氣候變遷、綠能科技、網路與電信犯罪，以及宣傳臺灣、臺灣參與世界衛生大會（WHA）等議題發表看法。
2023年9月，中華民國立法院增設國際事務處，主管立法院國際交流合作，促進國會外交，由前駐釜山辦事處長林晨富擔任首任處長。